# Arméns radarskola
Arméns radarskola (RadarS) var en teknisk truppslagsskola för luftvärnet inom svenska armén som verkade i olika former åren 1949–1957. Förbandsledningen var förlagd i Göteborgs garnison, Göteborg.

## Historik
Arméns radarskola har sitt ursprung från den ekoradiokurs som bildades den 3 september 1945 vid Luftvärnsskjutskolan. Den 8 april 1947 överfördes ekoradiokursen till att bli en del av Arméns signalskola. Den 1 oktober 1949 bildades skolan som en egen organisationsenhet, dock fortfarande som en del av Arméns signalskola. Den 1 oktober 1951 avskiljdes skolan från Arméns signalskola och blev självständig. Den 30 juni 1957 upplöstes skolan och sammanslogs med Luftvärnets mekanikerskola till en ny skola. Den nya skolan bildades den 1 juli 1957 och namngavs Arméns radar- och luftvärnsmekanikerskola.

## Förläggningar och övningsplatser
Den ekoradiokurs som Luftvärnsskjutskolan anordnade 1945 hölls vid skolans läger på Väddö skjutfält. Från 1947 hölls kursen vid Arméns signalskola i Marieberg i Stockholm. Från den 20 april 1954 flyttades skolan till Göteborgs garnison, där skolan samlokaliserades med Göta artilleriregemente. Den 15 februari 1955 flyttade skolan in i en ny skolbyggnad på samma område i Göteborg.

## Förbandschefer
- 1949–1952: Överstelöjtnant Sven Hådell [c]
- 1952–1957: Överstelöjtnant Carl Silfverstolpe [d]

## Namn, beteckning och förläggningsort
| Arméns radarskola | 1949-10-01 | – | 1957-06-30 |

| RadarS | 1949-10-01 | – | 1957-06-30 |

| Stockholms garnison (F) | 1949-10-01 | – | 1954-04-19 |
| Göteborgs garnison (F)  | 1954-04-20 | – | 1957-06-30 |